# Le avventure di Lupin III: Lupin la morte, Zenigata l'amore
Le avventure di Lupin III: Lupin la morte, Zenigata l'amore (ルパン三世 ルパンには死を、銭形には恋を?, Rupan Sansei - Rupan ni wa shi o, Zenigata ni wa koi o) è un videogioco d'azione pubblicato dalla Halifax nel 2007 e basato sulla serie anime Lupin III.

## Trama
Lupin III ed i suoi inseparabili compagni Jigen e Goemon corrono in soccorso della bella Fujiko cacciatasi in un grosso guaio: la donna è stata infatti rapita dalla banda del Drago Celeste al cui comando c'è lo spietato Kourin, un terribile ventenne con delle impareggiabili tecniche di lotta e potente esecutore di misteriose arti marziali, il quale colpisce Lupin in un punto vitale con il micidiale Colpo oscuro, lasciando al ladro gentiluomo soltanto tre giorni di vita. Per potersi salvare Lupin deve entrare in possesso del tesoro di Sokai (si dice infatti che nel tesoro vi sia una cura che potrebbe guarire dal colpo oscuro), attraverso una serie di indizi scritti nel Libro, alias i Cristalli Rosa (accompagnati dai Cristalli Neri nel secondo filone narrativo del gioco), i quali sono però il premio in palio per la vincitrice del concorso Miss Sokai. Fujiko si iscrive alla gara di bellezza, ma sorge un problema: si tratta della bellissima Ginrei, una ragazza talmente affascinante da suscitare perfino l'ammirazione dell'impassibile Goemon. Come se ciò non bastasse, l'ispettore Koichi Zenigata, acerrimo nemico di Lupin III, intuisce che il prossimo obiettivo del protagonista saranno i Cristalli Rosa e quindi si precipita da Ginrei per metterla in guardia da Lupin e per sorvegliarla in modo da tenerla al sicuro. Il primo incontro fra Zenigata e Ginrei non è dei migliori: lei lo invita a lasciarla in pace poiché la giovane è convinta di essere fuori da ogni pericolo, mentre lui la ritiene una ragazza vanitosa e figlia di papà (non sapendo che in realtà la giovane proviene dalla periferia di Sokai, quartiere decisamente poco affidabile e soprattutto poverissimo).
Lupin, intanto, temendo che Ginrei possa sottrarre il titolo di vincitrice a Fujiko, progetta di intrufolarsi nell'albergo della ragazza per somministrarle di nascosto una dose di sonnifero che la farà dormire per due giorni. Ma, essendoci Zenigata a guardia della fanciulla, il ladro gentiluomo viene scovato per ben due volte (prima nel ristorante in cui Zazzà e la ragazza cenavano, poi nell'appartamento della giovane dopo che Lupin era riuscito a sfuggire a tutti i poliziotti che stavano di pattuglia), ma entrambe le volte riesce prontamente a fuggire. Nel frattempo, il rapporto fra Ginrei e Zenigata sta notevolmente mutando: tra i due inizia a nascere un'intesa, Zazà non pensa più che la giovane sia solo un'egoista presuntuosa, mentre quest'ultima vede nell'ispettore una figura che la protegge e che è sempre presente accanto a lei nei momenti del bisogno. In altre parole, fra i due iniziava ad accendersi la scintilla dell'amore.
Arriva il giorno del concorso di Miko: Fujiko e Ginrei sfilano in passerella con eleganza e, soprattutto, seduzione senza pari. Ma fra le due è Fujiko a spuntarla, senza dubbio più sciolta e sexy rispetto all'avversaria, decisamente più timida e riservata. Armati quindi dei cristalli rosa e della Miko benedetta (Fujiko), Lupin e la donna si affrettano a raggiungere il Palazzo del Governo di Sokai in cui si dice sia celato il tesoro. Il protagonista sfugge a tutte le trappole e ai tranelli mortali nascosti dall'edificio; frattanto Zenigata cerca di improvvisare un discorso fra sé e sé per consolare Ginrei, quando ad un tratto sente che quest'ultima sta parlando con Kourin, l'artefice del Colpo Oscuro che ha condannato Lupin a soli tre giorni di vita. Zazzà scopre che Kourin altri non è che il fratello di Ginrei, il quale voleva che la dolce sorella vincesse il concorso di Miko in modo da ottenere i Cristalli Rosa che condurranno il terribile ragazzo al tesoro di Sokai. L'ispettore irrompe nella stanza in cui stanno dialogando Kourin e Ginrei, ma quest'ultima  spara a tradimento al povero Zenigata, il quale riesce fortunatamente a salvarsi grazie al giubbotto antiproiettile che aveva indossato per proteggere, in caso di necessità, Ginrei. Kourin si precipita così al Palazzo del Governo per impedire a Lupin di impadronirsi del tesoro; il capo del drago celeste raggiunge Fujiko ed il protagonista, ed informa proprio quest'ultimo del fatto che la medicina in grado di guarirlo dal Colpo Oscuro è il cosiddetto Fiore di Nebbia, un fiore, appunto, capace di far sparire totalmente gli effetti del terribile colpo mortale. Per impedire al ladro di proseguire oltre, però, Kourin colpisce Fujiko col tremendo Colpo Oscuro, scatenando l'ira di Lupin che, infuriato come non mai, uccide il boss della banda del Drago Celeste tramite i colpi della sua infallibile Walther P38 (nel secondo finale della saga, è invece Zenigata a finire Kourin, per vendicare le sofferenze che quest'ultimo ha provocato alla sorella Ginrei).
Lupin riesce così ad impadronirsi del fiore di nebbia, facendo bere l'unica goccia purificatrice a Fujiko, la quale si riprende e riesce a malapena a vedere il volto sorridente del ladro, che cade a terra apparentemente esanime. Fortunatamente, la donna bacia il protagonista per ringraziarlo di averle salvato la vita, facendo sì che la goccia del fiore di nebbia tocchi anche le labbra di Lupin, che la inghiottisce e si riprende in un batter d'occhio. Fujiko scappa dal palazzo, mentre Lupin, dopo essersi rimesso in piedi, scopre che il tesoro di Sokai non è altro che un flauto: sembra infatti che al re piacesse moltissimo suonare questo strumento (nel secondo filone narrativo del gioco, il flauto era magico, poiché in grado di risvegliare un esercito di combattenti defunti e di farli combattere nuovamente). Per il ladro gentiluomo e per i suoi amici tutto sembra essersi risolto per il meglio; Zenigata intanto si trova all'aeroporto, intento a ritornare a Tokyo, quando ad un tratto la bella Ginrei gli si palesa alle spalle per ringraziarlo delle belle sensazioni che la giovane ha provato stando a contatto con lui. Zazà parte soddisfatto e la storia si conclude (nel secondo filone narrativo del gioco, le cose vanno in maniera decisamente diversa: Ginrei veniva posseduta da un malvagio spirito, la Miko Nera, e Lupin e Zenigata venivano costretti a combattere insieme contro la maligna strega. Questo filone si divide poi a sua volta in due finali alternativi: in uno Lupin uccide la Miko nera privando della vita però anche Ginrei; nel secondo è invece Zenigata a distruggere lo spirito e, a malincuore, Ginrei, la quale nei suoi ultimi istanti di vita ringrazia l'ispettore per averla liberata e per averla fatta morire felice, come una donna vera).

## Modalità di gioco
Il gioco è interessato da due filoni narrativi e da ben quattro finali diversi. Protagonisti del gioco sono Lupin III e l'ispettore Zenigata; quando si vestono i panni del primo, si deve perlopiù ispezionare i luoghi nei dintorni in cerca di indizi che aiutino a progredire nella storia e si dovrà sfuggire a nemici e poliziotti usando l'astuzia, utilizzando quindi un gameplay abbastanza stealth. Con Zazzà invece ci si lancia letteralmente nella mischia, combattendo i delinquenti della Banda del Drago Celeste in zuffe inimmaginabili. In alcuni livelli particolari (i cosiddetti minigiochi) potremo anche utilizzare Jigen (in un unico livello, "Jigen senza limiti"), Goemon (in un unico livello, "Una spada, cento colpi"), Fujiko (premendo a tempo i tasti in due livelli, "Bella e pericolosa?" e "Bella e pericolosa!"), Lupin e Jigen in automobile (Mercedes Benz SSK) contro il drago celeste (in un unico livello, "Insegui il drago!") ed infine Lupin e Zenigata legati insieme (in quattro livelli, due che seguono il gameplay di Lupin, alias "Arma letale: Arsenio-Koichi" e "Non c'è il lieto fine?", e due in cui prevarrà il gameplay "zuffa" di Zenigata, cioè "L'amore svanisce sul mare " e "Un fiore muore all'alba"). Inoltre, è presente un minigioco all'interno dei capitoli "La bella addormentata" e "L'hotel inglese in Cina" nella quale Lupin, con una canna da pesca, deve sottrarre ad un prepotente maìtrè la sua parrucca.

## Livelli
I livelli (capitoli) che compongono il videogioco sono 30:
1. Insegui il drago!
2. Il colpo oscuro
3. Entra in scena Zazzà
4. La bella addormentata
5. La bella addormentata (parte seconda)
6. Un abito d'altri tempi
7. Bella e pericolosa?
8. Una spada, cento colpi
9. La morte ci circonda
10. Il gran finale!
11. Un fiore dai bassifondi
12. Granchio afrodisiaco
13. Codice Zazzà: acciuffare Lupin
14. La voce del destino
15. Passione irrealizzabile
16. I due libri
17. Ruba i cristalli e vinci!
18. L'hotel inglese in Cina
19. Zuffa a tre
20. Fascino d'altri tempi
21. Bella e pericolosa!
22. Jigen senza limiti
23. Arma letale: Arsenio-Koichi
24. Non c'è il lieto fine?
25. Insegui la spia!
26. Pericolo a Chinatown
27. Soli in una stanza
28. Un fiore sospetto
29. L'amore svanisce sul mare
30. Un fiore muore all'alba

## Personaggi e doppiatori
| Personaggio          | Doppiatore giapponese | Doppiatore italiano |
| -------------------- | --------------------- | ------------------- |
| Arsenio Lupin III    | Kan'ichi Kurita       | Roberto Del Giudice |
| Daisuke Jigen        | Kiyoshi Kobayashi     | Sandro Pellegrini   |
| Goemon Ishikawa XIII | Makio Inoue           | Massimo Rossi       |
| Fujiko Mine          | Eiko Masuyama         | Piera Vidale        |
| Koichi Zenigata      | Gorō Naya             | Rodolfo Bianchi     |
| Kourin               | Ryōtarō Okiayu        | Federico Zanandrea  |
| Ginrei               | Mamiko Noto           | Renata Bertolas     |